# Tom Vandenberghe
Tom Vandenberghe, né le 17 août 1992 à Iseghem en Belgique, est un footballeur belge qui joue au poste de gardien de but à La Gantoise.

## Biographie

### En club
Né à Iseghem en Belgique, Tom Vandenberghe est notamment formé par Zulte Waregem, le Racing Waregem avant de poursuivre sa formation au Deerlijk Sport. Après un bref passage au Sparta Petegem, dans les divisions inférieures, il s'engage avec le KMSK Deinze, alors promu en deuxième division. C'est avec ce club qu'il fait ses débuts en professionnel, jouant son premier match le 24 octobre 2015, lors d'une rencontre de championnat face à l'Antwerp. Titulaire lors de cette rencontre, les deux équipes se neutralisent sur le score d'un but partout.
En 2019, le contrat du Belge est prolongé de trois ans avec le club de Deinze.
Le 9 février 2022, le KV Courtrai annonce la signature de Vandenberghe à partir de la saison 2022-2023. Il y signe un contrat de trois saisons après l'expiration de son contrat à Deinze,.
Le 10 août 2023, il prolonge son contrat avec les Courtraisiens jusqu'en juin 2026.
Le gardien de but inscrit le premier but de sa carrière contre la KAS Eupen le 2 décembre 2023. Ce but permet à son équipe d'arracher le match nul (1-1),.
Pendant le mercato d'hiver 2025, Tom Vandenberghe quitte Courtrai et signe à La Gantoise afin d'y remplacer Daniel Schmidt, rentré au Japon, comme doublure de Davy Roef.

## Statistiques

### En club
| Saison                | Club                  | Championnat           | Championnat | Championnat | Coupe(s) nationale(s) | Coupe(s) nationale(s) | Supercoupe | Supercoupe | Compétition(s) continentale(s) | Compétition(s) continentale(s) | Compétition(s) continentale(s) | Autres compétitions | Autres compétitions | Autres compétitions | Total | Total |
| Saison                | Club                  | Division              | M.          | B.          | M.                    | B.                    | M.         | B.         | Comp.                          | M.                             | B.                             | Comp.               | M.                  | B.                  | M.    | B.    |
| 2013-2014             | Sparta Petegem        | Séries provinciales   | 11          | 0           | -                     | -                     | -          | -          | -                              | -                              | -                              | -                   | -                   | -                   | 11    | 0     |
| 2014-2015             | Sparta Petegem        | Promotion A (D4)      | 30          | 0           | 2                     | 0                     | -          | -          | -                              | -                              | -                              | -                   | -                   | -                   | 32    | 0     |
| Sous-total            | Sous-total            | Sous-total            | 41          | 0           | 2                     | 0                     | -          | -          | -                              | -                              | -                              | -                   | -                   | -                   | 43    | 0     |
| 2015-2016             | KMSK Deinze           | Division 2            | 17          | 0           | 0                     | 0                     | -          | -          | -                              | -                              | -                              | -                   | -                   | -                   | 17    | 0     |
| 2016-2017             | KMSK Deinze           | Division 1 Amateur    | 30          | 0           | 3                     | 0                     | -          | -          | -                              | -                              | -                              | -                   | -                   | -                   | 33    | 0     |
| 2017-2018             | KMSK Deinze           | Division 1 Amateur    | 30          | 0           | 1                     | 0                     | -          | -          | -                              | -                              | -                              | PO                  | 4                   | 0                   | 35    | 0     |
| 2018-2019             | KMSK Deinze           | Division 1 Amateur    | 28          | 0           | 5                     | 0                     | -          | -          | -                              | -                              | -                              | PO                  | 6                   | 0                   | 39    | 0     |
| 2019-2020             | KMSK Deinze           | Division 1 Amateur    | 24          | 0           | 2                     | 0                     | -          | -          | -                              | -                              | -                              | -                   | -                   | -                   | 26    | 0     |
| 2020-2021             | KMSK Deinze           | Division 1B           | 10          | 0           | 1                     | 0                     | -          | -          | -                              | -                              | -                              | -                   | -                   | -                   | 11    | 0     |
| 2021-2022             | KMSK Deinze           | Division 1B           | 22          | 0           | 1                     | 0                     | -          | -          | -                              | -                              | -                              | -                   | -                   | -                   | 23    | 0     |
| Sous-total            | Sous-total            | Sous-total            | 161         | 0           | 13                    | 0                     | -          | -          | -                              | -                              | -                              | -                   | 10                  | 0                   | 184   | 0     |
| 2022-2023             | KV Courtrai           | Division 1A           | 17          | 0           | 3                     | 0                     | -          | -          | -                              | -                              | -                              | -                   | -                   | -                   | 20    | 0     |
| 2023-2024             | KV Courtrai           | Division 1A           | 21          | 1           | 2                     | 0                     | -          | -          | -                              | -                              | -                              | PO3                 | 0                   | 0                   | 23    | 1     |
| 2024-2025             | KV Courtrai           | Division 1A           | 9           | 0           | 1                     | 0                     | -          | -          | -                              | -                              | -                              | -                   | -                   | -                   | 10    | 0     |
| Sous-total            | Sous-total            | Sous-total            | 47          | 1           | 6                     | 0                     | -          | -          | -                              | -                              | -                              | -                   | 0                   | 0                   | 53    | 1     |
| 2024-2025             | KAA La Gantoise       | Division 1A           | 3           | 0           | -                     | -                     | -          | -          | -                              | -                              | -                              | PO1                 | 10                  | 0                   | 13    | 0     |
| 2025-2026             | KAA La Gantoise       | Division 1A           | 0           | 0           | -                     | -                     | -          | -          | -                              | -                              | -                              | -                   | -                   | -                   | 0     | 0     |
| Sous-total            | Sous-total            | Sous-total            | 3           | 0           | -                     | -                     | -          | -          | -                              | -                              | -                              | -                   | 10                  | 0                   | 13    | 0     |
| Total sur la carrière | Total sur la carrière | Total sur la carrière | 252         | 1           | 21                    | 0                     | -          | -          | -                              | -                              | -                              | -                   | 20                  | 0                   | 293   | 1     |

## Palmarès

### En club
|  |  | Sparta Petegem - Championnat de Belgique de quatrième division (1) : - Champion : 2015 (Promotion A). - Championnat de Belgique de première provinciale (1) : - Champion : 2014 (Flandre occidentale). |  | KMSK Deinze - Championnat de Belgique de troisième division (1) : - Champion : 2020. |